# 鲁西永 (地区)
鲁西永（法語：Roussillon，發音：[ʁusijɔ̃] ⓘ，發音：[rusəˈʎo] ⓘ）是北加泰罗尼亚的一个历史县份，今属于法国东比利牛斯省，首府佩皮尼昂。该地区涵盖了历史上鲁西永伯国和鲁西永行省的大部分地区。